# Pont de Susqueda
El Pont de Susqueda és una obra de Susqueda (Selva) inclosa a l'Inventari del Patrimoni Arquitectònic de Catalunya.

## Descripció
El pont de Susqueda està situat sota l'embassament de Susqueda i creuava l'antic traçat del Ter a l'alçada del barri del Ramadal de l'antic poble de Susqueda, inundat el 1968.
El pont, més elevat a la part central, està format per quatre grans ulls o arcs de mig punt i tres petits ulls o finestrals als intradossos dels arcs grans. Aquesta disposició servia, a part d'estalviar material de construcció, per a permetre una menor resistència a l'aigua, és a dir, per què li costés més endur-se'l a una riuada.
Les riuades en aquesta zona, com a tot el curs mitjà i baix del Ter, solien ser violentes quan les pluges eren fortes a la capçalera. Fins que no va entrar en funcionament la presa, eren molt corrents les grans riuades, per la qual cosa existeixen pocs ponts antics sobre el Ter en aquestes parts del riu. A més dels arquets menors dels intradossos dels grans, del costat on ve l'aigua els tres pilars que estan en contacte amb l'aigua presenten una construcció amb angle agut, per presentar menys resistència a l'aigua.

## Història
El pont del Ter ha estat construït i reconstruït al ritme de les riuades històriques del riu. L'estructura que ens ha pervingut ha estat datat el 1348 però s'hi ha fet nombroses reformes posteriors com les del 1679 i 1940.
Quedà submergit sota el pantà de Susqueda l'any 1968.